# Mykyta Wasyljew
Mykyta Ołeksandrowycz Wasyljew (ukr. Микита Олександрович Васильєв; ur. 9 marca 1990 w Kijowie) – ukraiński hokeista, reprezentant Ukrainy, trener i działacz hokejowy.
Syn Ołeksandra (ur. 1964), bramkarza i trenera hokejowego.

## Kariera
- HK Gubkin (2005-2006)
- HK MWD Bałaszycha 2 (2007-2009)
- Sokił Kijów / Sokił Kijów 2 (2009-2011)
- Berkut Kijów (2011)
- Kapitan Stupino (2011-2012)
- HK Spišská Nová Ves (2012-2013)
- Kristałł Elektrostal (2013-2014)
- HK Sachalin (2014-2015)
- Generals Kijów (2015-2016)
- HK Krzemieńczuk (2016)
- CSA Steaua Bukareszt (2018-2019)
- Dnipro Chersoń (2023-)

Wychowanek Sokiła Kijów. Grał w kadrach juniorskich Ukrainy. Uczestniczył w turnieju mistrzostw świata juniorów do lat 20 w 2010 (Dywizja I).
Od sierpnia 2015 do stycznia 2016 zawodnik Generals Kijów. Od stycznia do listopada 2016 zawodnik HK Krzemieńczuk.
Od początku sezonu 2020/2021 był w sztabie drużyny Dnipro Chersoń, a na początku lutego 2021 ogłoszono, że został wideotrenerem. Latem 2022 był dyrektorem w klubie Dnipro. Pod koniec stycznia 2023 został równolegle włączony do składu Dnipro jako zawodnik.

## Sukcesy
Klubowe
- Złoty medal mistrzostw Ukrainy: 2010 z Sokiłem Kijów
- Srebrny medal mistrzostw Ukrainy: 2011 z Sokiłem Kijów
- Brązowy medal mistrzostw Ukrainy: 2016 z HK Krzemieńczuk, 2023 z Dnipro Chersoń